# 크리스토파노 알로리
크리스토파노 알로리 (Cristofano Allori, 1577년 10월 17일 ~ 1621년 4월 1일)는 후기 피렌체 매너리즘을 이끈 이탈리아의 화가이다. 1577년 피렌체에서 태어났다. 화가였던 아버지 알레산드로 알로리에게 화가 수업을 받지만, 차갑고 해부학적인 화풍에 염증을 느껴 그레고리오 파가니의 작업실에 문하생으로 들어가 화가 수업을 받았다.
대표적인 작품으로는 홀로페르네스의 머리를 들고 있는 유디트가 있다.